# Маркос, Лелиу
Лелио Маркос Лузес Сарседо (порт. Lélio Marcos Luzes Sarcedo; 7 марта 1956, Пирасикаба Бразилия— 17 июня 2017) — бразильский шашист, международный мастер.

## Спортивная карьера
Лелиу Маркос трижды становился чемпионом Бразилии по международным шашкам (1975, 1976 и 1979) и дважды чемпионом Бразилии по шашкам-64 (1971, 1975), став самым молодым чемпионом страны (15 лет)
В 1973 году вместе с Лоуривалом Франса стал первым бразильцем, участвовавшим в международном турнире по шашкам (VII чемпионат США по пул чекерсу).
Участвовал в первом Панамериканском чемпионате по международным шашкам в 1980 году (4 место), а также в чемпионатах 1981 (6 место) и 1992 годов (4 место).
Участник чемпионатов мира по международным шашкам 1980 (19 место) и 1992 годов (24 место).
В составе команды Бразилии в 1996 году завоевал бронзовую медаль на командном чемпионате Америки.
Являлся президентом Бразильской конфедерации шашек.
Скончался 17 июня 2017 от рака печени.